# Middelengelse literatuur

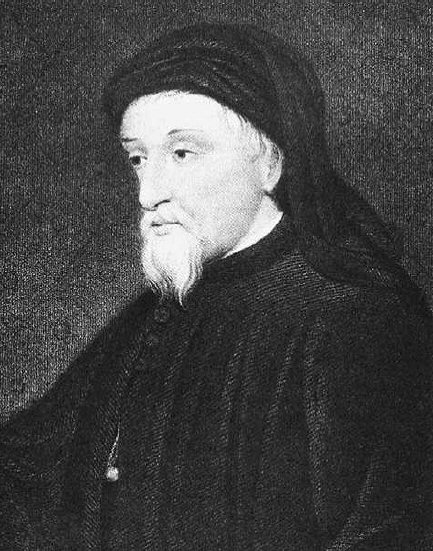
Geoffrey Chaucer

Middelengelse literatuur is de literatuur geschreven in het Middelengels, een vorm van de Engelse taal die in de periode vanaf 1066 (de Normandische verovering) tot ongeveer 1470 werd gesproken en geschreven. Vanaf dan begon de Chancery Standard, gebaseerd op het Engels zoals het in Londen en de East Midlands werd gesproken, zich verder te verspreiden. Dit proces, waarbij het moderne Engels werd geboren, werd nog versneld door de introductie van de drukpers in Engeland door William Caxton in de late jaren 1470. Bij het Middelengels was er echter nog geen sprake van een standaard, en de literaire teksten uit deze periode vertonen dan ook een grote variëteit aan dialecten en schrijfwijzen.

## Invloeden op de Middelengelse literatuur
De wereld van de voorafgaande Oudengelse literatuur schetst ons een harde mannenmaatschappij, met strijders en oorlogen waarin het individu zich met of zonder steun van zijn heer probeert staande te houden. Dit alles zou geleidelijk maar radicaal veranderen als gevolg van de Normandische verovering van Engeland in 1066. De Normandiërs staken vanuit Frankrijk het Kanaal over en wonnen de Slag bij Hastings, waardoor het koninkrijk Engeland in handen kwam van Willem de Veroveraar en zijn familie. Zij brachten ook de Franse cultuur en taal met zich mee en in de daaropvolgende twee eeuwen volgde een periode van integratie van de twee talen. Frans werd vanaf de 12e tot de late 14e eeuw volop in Engeland geschreven en gesproken, en het was pas na het verloren gaan van Franse bezittingen begin 13e eeuw dat de Normandische aristocraten bewust een meer 'Engelse' identiteit begonnen na te streven. Als gevolg van die vermenging van die twee culturen en talen begon de Middelengelse literatuur zich, onder invloed vooral van Franse minstrelen, zangers en dichters, op nieuwe thema's te richten. De (hoofse) liefde die de troubadours in het Zuiden van Frankrijk bezongen verdrong nu in Engeland de zwaarmoedige literatuur van de krijger.

## Teksten
Layamon's Brut (ca. 1190 - 1215), ook bekend als De Kroniek van Groot-Brittannië, is een 16.095 regels lang gedicht in het Middelengels van de Engelse priester Layamon. Het vertelt de geschiedenis van Groot-Brittannië en is hiermee de eerste geschiedschrijving in het Engels sedert de Angelsaksische Kroniek.
Omstreeks de tijd dat Layamon zijn Brut schreef, was er ook een groeiende populaire traditie van liederen en ballades ontstaan, een minder 'literaire' tak van Middelengelse literatuur.
Van William Langland (ca. 1332 - ca. 1386) wordt verondersteld dat hij de schrijver is van het 14e-eeuws Engelse droomvisioen Piers Plowman, een gedicht geïnspireerd op het plattelandsleven dat de Engelse tradities en Franse romance-invloeden samenbrengt.
Zonder meer de belangrijkste schrijver uit deze periode is Geoffrey Chaucer, vooral bekend door zijn Canterbury Tales. Chaucer zou ook meegewerkt hebben aan The Romaunt of the Rose, een gedeeltelijke vertaling in het Middelengels van de Franse allegorie, de Roman de la Rose. Ook zijn vriend John Gower schreef zijn bekendste werk, Confessio Amantis, in het Engels. Wat Chaucer betekende voor de Engelse poëzie, was Juliana van Norwich voor proza. Met haar mystieke teksten over haar openbaringen, Sixteen Revelations of Divine Love, was zij de eerste belangrijke schrijver van Engels proza.
Schrijvers als Gower, Langland en Chaucer maakten deel uit van de culturele en literaire kring rond Londen, toen de hoofdstad van het koninkrijk Engeland. Dat koninkrijk strekte zich uit over verschillende regio's in Frankrijk en het was ook hoofdzakelijk via Londen dat Europese invloeden Engeland bereikten. De Chancery Standard, een dialect gesproken in de omgeving van Londen, werd toen de facto de standaardtaal, niet in het minst door de invoering van de drukpers in Engeland door William Caxton. Behalve in het dominante Londense Engels werden ook teksten in andere 'provinciale' dialecten geschreven, meestal anoniem. Enkele bekende voorbeelden hiervan zijn: Sir Gawain and the Green Knight, Patience, Pearl en Cleanness.
In deze periode ontstonden, vanuit de kerkelijke liturgie, vele religieus-getinte mysteriespelen en mirakelspelen. Een groot aantal daarvan is terug te vinden in bewaard gebleven cycli die in verschillende Engelse steden werden opgevoerd, zoals onder meer de York-cyclus. Hieruit ontwikkelde zich de meer beschouwende en allegorische moraliteiten.
Enkele andere overgeleverde Middelengelse teksten:
- The Owl and the Nightingale (ca. 1225), mogelijk geschreven door "Master Nicholas of Guildford" (die ook in het verhaal optreedt), is een gedicht over een debat tussen een ernstige uil en een levenslustige nachtegaal die op een komische wijze elkaars levensopvatting bekritiseren.
- King Horn (ca. 1225) is de vroegst bekende romance in het Engels, een genre met de typische kenmerken van de Franse hoofse verhalen die zich nu tegen een Engelse achtergrond afspelen.
- The Book of Margery Kempe, (ca. 1435) wordt beschouwd als de eerste Engelse autobiografie; het werd gedicteerd door een vrouw die niet kon lezen of schrijven.
- John Lydgate, een bewonderaar van Chaucer, was zelf een enorm productief en getalenteerd dichter en schreef onder meer The Siege of Thebes (1420) in de stijl van zijn grote voorbeeld. Zijn boek over Troye (Troye Book, 1412-1420), is aanzienlijk langer dan Chaucers Troilus and Criseyde.

De laat-15e-eeuwse auteurs Sir Thomas Malory (Le Morte d'Arthur) en de als Poet Laureate gelauwerde satiricus John Skelton kunnen beschouwd worden als belangrijke overgangsfiguren van de Engelse literatuur van de middeleeuwen naar die van de Engelse renaissance.

Engelse literatuur

Oudengelse literatuur · Middelengelse literatuur · Engelse renaissance · Engelse literatuur tijdens de Restauratie - Poëzie van de Engelse romantiek · victoriaanse literatuur

Amerikaanse literatuur

Lijst van Engelstalige literaire schrijvers

Lijst van romanschrijvers uit de Verenigde Staten